# American Journal of Mathematics
L'American Journal of Mathematics è una rivista di divulgazione scientifica bimensile pubblicata dalla Johns Hopkins University Press.

## Storia
L'American Journal of Mathematics è la più antica rivista di divulgazione scientifica pubblicata senza interruzioni degli Stati Uniti, fondata nel 1878 alla Università Johns Hopkins da James Joseph Sylvester, un matematico inglese che lavorò anche come caporedattore dal suo principio fino al 1884. Inizialmente W. E. Story fu co-redattore ma il suo posto fu preso da Thomas Craig nel 1880. Dal volume 7 Simon Newcomb divenne caporedattore con Craig fino al 1894.
Altri noti matematici che hanno lavorato come redattori o co-redattori sono Frank Morley, Oscar Zariski, Lars Ahlfors, Hermann Weyl, Wei-Liang Chow, S. S. Chern, André Weil, Harish-Chandra, Jean Dieudonné, Henri Cartan, Stephen Smale, Jun-Ichi Igusa, e Joseph A. Shalika.
Il vincitore della medaglia Fields Cédric Villani ha supposto che "il più famoso articolo nella sua lunga storia" fosse "Continuità delle soluzioni delle equazioni ellittiche e paraboliche".

## Scopo e fattore di impatto
L'American Journal of Mathematics è una rivista che copre tutte le aree maggiori della matematica contemporanea. Secondo il Journal Citation Reports, il suo fattore di impatto nel 2009 fu di 1.337, facendolo classificare secondo su 255 giornali della categoria "matematica".

## Redattori
Aggiornato a giugno 2012, i redattori sono Christopher D. Sogge, caporedattore (The Johns Hopkins University), William Minicozzi II (Massachusetts Institute of Technology), Freydoon Shahidi (Purdue University), e Vyacheslav Shokurov (The Johns Hopkins University).